# 26 ربيع الأول
- السبت
- الأحد
- الاثنين
- الثلاثاء
- الأربعاء
- الخميس
- الجمعة

- 2731 أغسطس 2024
- 281 سبتمبر 2024
- 292 سبتمبر 2024
- 303 سبتمبر 2024
- 14 سبتمبر 2024
- 25 سبتمبر 2024
- 36 سبتمبر 2024
- 47 سبتمبر 2024
- 58 سبتمبر 2024
- 69 سبتمبر 2024
- 710 سبتمبر 2024
- 811 سبتمبر 2024
- 912 سبتمبر 2024
- 1013 سبتمبر 2024
- 1114 سبتمبر 2024
- 1215 سبتمبر 2024
- 1316 سبتمبر 2024
- 1417 سبتمبر 2024
- 1518 سبتمبر 2024
- 1619 سبتمبر 2024
- 1720 سبتمبر 2024
- 1821 سبتمبر 2024
- 1922 سبتمبر 2024
- 2023 سبتمبر 2024
- 2124 سبتمبر 2024
- 2225 سبتمبر 2024
- 2326 سبتمبر 2024
- 2427 سبتمبر 2024
- 2528 سبتمبر 2024
- 2629 سبتمبر 2024
- 2730 سبتمبر 2024
- 281 أكتوبر 2024
- 292 أكتوبر 2024
- 303 أكتوبر 2024
- 14 أكتوبر 2024

26 ربيع الأوَّل أو 26 ربيع الأنوار أو يوم 26 \ 3 (اليوم السادس والعُشرون من الشهر الثالث) هو اليوم الخامس والثمانين من أيَّام السنة (أو الرابع والثمانين لو كان شهر صفر مُتممًا لليوم الثلاثين) وفق التقويم الهجري القمري (العربي). يبقى بعده 269 أو 270 يومًا لانتهاء السنة.

## أحداث
- 1213هـ - إعدام الثائر المصري محمد كريم على يد قائد الحملة الفرنسية نابليون بونابرت.
- 1256هـ - عقد «اجتماع دير القمر السري» والذي كان بداية الثورة الشامية ضد إبراهيم باشا والتي انتهت بطرده من بلاد الشام بعد تدخل عسكري عثماني مدعوم من بريطانيا.
- 1260هـ - اندلاع معارك عنيفة بين الجزائريين والفرنسيين في منطقة جبال الأوراس بقيادة أحمد باي، واستمرت المعارك عشرين يومًا.
- 1276هـ - بدأ التدخل الإسباني في المغرب.
- 1371هـ -
  - الملك محمد إدريس السنوسي يعلن استقلال ليبيا ويطلق عليها المملكة الليبية المتحدة.
  - الحكومة الليبية توقع اتفاقية عسكرية مع فرنسا تسمح للقوات الفرنسية بالبقاء في فزان، وذلك بعد قيام المملكة الليبية بزعامة الملك محمد إدريس السنوسي.
- 1381هـ - أصدر أمير الكويت الشيخ عبد الله السالم الصباح القانون المنظم لانتخابات أعضاء المجلس التأسيسي وبمقتضاه تم تقسيم البلاد إلى عشر مناطق انتخابية على أن تنتخب كل منطقة نائبين عنها في المجلس بالاقتراع العام السري المباشر.
- 1397هـ - اغتيال السياسي الدرزي اللبناني كمال جنبلاط مؤسس الحزب التقدمي الاشتراكي.
- 1408هـ - السلطات الإسرائيلية تصدر قرارًا بإبعاد الداعية عبد العزيز عودة.
- 1425هـ - سقوط طائرة تدريب سعودية من نوع «هوك» ومقتل قائدها.
- 1426هـ - إعلان الرئيس السوري بشار الأسد أن بلاده ستسحب قواتها المتمركزة في لبنان بالكامل إلى منطقة سهل البقاع ومن ثم إلى منطقة الحدود السورية اللبنانية، جاء القرار السوري بعد تزايد الضغوط على دمشق منذ اغتيال رئيس الوزراء اللبناني السابق رفيق الحريري.
- 1431هـ - سلسلة تفجيرات في مدينة لاهور الباكستانية تودي بحياة 70 شخصًا.
- 1434هـ - اغتيال السياسي والمحامي التونسي وأحد مؤسسي تيار الجبهة الشعبية شكري بلعيد.
- 1435هـ - المجلس الوطني التأسيسي التونسي يصادق على الدستور الجديد، والرئاسات الثلاثة في تونس يختمونه في جلسة حضرتها شخصيات دولية.
- 1438هـ - تحطم طائرة عسكرية روسية من طراز توبوليف تو 154 كانت تحمل 92 شخصا متوجهة إلى سوريا ومصرع جميع من كان على متنها.

## مواليد
- 1289هـ - أحمد رضا بن إبراهيم بن حسين المعروف بأحمد رضا العاملي، أحد أعلام اللغة والأدب في لبنان في القرن الرابع عشر الهجري.
- 1332هـ - مصطفى أمين، صحافي وكاتب مصري.
- 1341هـ - محمد سلمان، مخرج وممثل لبناني.
- 1360هـ - حسام تحسين بيك، ممثل سوري.
- 1369هـ - آصف شوكت، سياسي سوري.
- 1380هـ - عبلة كامل، ممثلة مصرية.
- 1399هـ -
  - حلا شيحة، ممثلة مصرية.
  - حنان مطاوع، ممثلة مصرية.

## وفيات
- 1213هـ - محمد كريم، حاكم مدينة الإسكندرية وثائر مصري.
- 1369هـ - علي مصطفى مشرفة، عالم فيزيائي مصري.
- 1394هـ - عبد الحكيم الرفاعي، عالم قانوني.
- 1397هـ - كمال جنبلاط، سياسي لبناني وقومي عربي.
- 1402هـ - زوزو ماضي، ممثلة مصرية.
- 1408هـ - عبد المنعم إبراهيم، ممثل مصري.
- 1414هـ - بليغ حمدي، موسيقي مصري.
- 1431هـ - فؤاد زكريا، أكاديمي مصري.
- 1433هـ - محمد وردي، مغني سوداني.
- 1434هـ - شكري بلعيد، سياسي تونسي.
- 1442هـ - خليفة بن سلمان بن حمد آل خليفة، رئيس وزراء البحرين.

## وصلات خارجية
- موقع قصة الإسلام: حدث في شهر ربيع الأوَّل.